# Targoum Sheni
Le  Targoum Sheni ("Second Targoum") est une traduction araméenne (targoum) et un développement du Livre d'Esther, qui embellit le récit biblique avec une grande quantité d'informations apocryphes, qui ne sont pas directement reliées à l'histoire d'Esther. Parmi ces ajouts, on note un récit de la reine de Saba au Roi Salomon, qui voit le roi commander comme ses sujets une armée impressionnante d'animaux, d'oiseaux et d'esprits démoniaques. La reine lui demande de résoudre trois énigmes avant de lui rendre hommage. La Jewish Encyclopedia caractérise l'histoire comme un « midrash authentique et exubérant », i.e. un développement libre, d'un genre qui n'est pas inhabituel dans la littérature rabbinique.
Il existe des parallèles notables entre le récit du Targoum Sheni et le récit coranique de Salomon et de la reine dans la sourate 27, mais aussi des différences notables. Certains érudits pensent que le récit coranique « islamise » des traditions juives et populaires préexistantes, y compris peut-être des ajouts chrétiens du VIe siècle, qui sont plus proches que celles présentées dans le Targoum Sheni. 
Les savants du XIXe s. avaient placé la composition du texte entre le IVe siècle et le XIe siècle.